# Carreramyia
Carreramyia  (лат.) — род мух-журчалок из подсемейства Microdontinae (Syrphidae). Центральная и Южная Америка. 

## Описание
Мелкие мухи, длина тела 5—8 мм. Основная окраска от желтовато-коричневого до чёрного. Мимикрируют под безжальных пчёл рода Trigona (Apidae: Meliponini), задние голени широкие с длинными волосками. Усики относительно длинные. Голова шире груди. Лицо выпуклое. Антенны длиннее расстояния между усиковой ямкой и передним краем рта. Постпронотум с волосками. Брюшко субтреугольное. Глаза самцов  разделённые на вершине (дихоптические). Крыловая жилка R2+3 сильно изогнута в базальной части.
- C. flava (Shannon, 1925)[2]
- C. jattai Carvalho-Filho, 2014[3]
- C. megacephalus (Shannon, 1925)
- C. megacera Reemer, 2013[4]
- C. tigrina Reemer, 2013[4]
- Другие виды